# Cantone di Dieppe-Est
Il Cantone di Dieppe-Est era una divisione amministrativa dell'arrondissement di Dieppe.
È stato soppresso a seguito della riforma complessiva dei cantoni del 2014, che è entrata in vigore con le elezioni dipartimentali del 2015.
Comprendeva parte della città di Dieppe e i comuni di
- Ancourt
- Belleville-sur-Mer
- Berneval-le-Grand
- Bracquemont
- Derchigny
- Grèges
- Martin-Église